# Océan

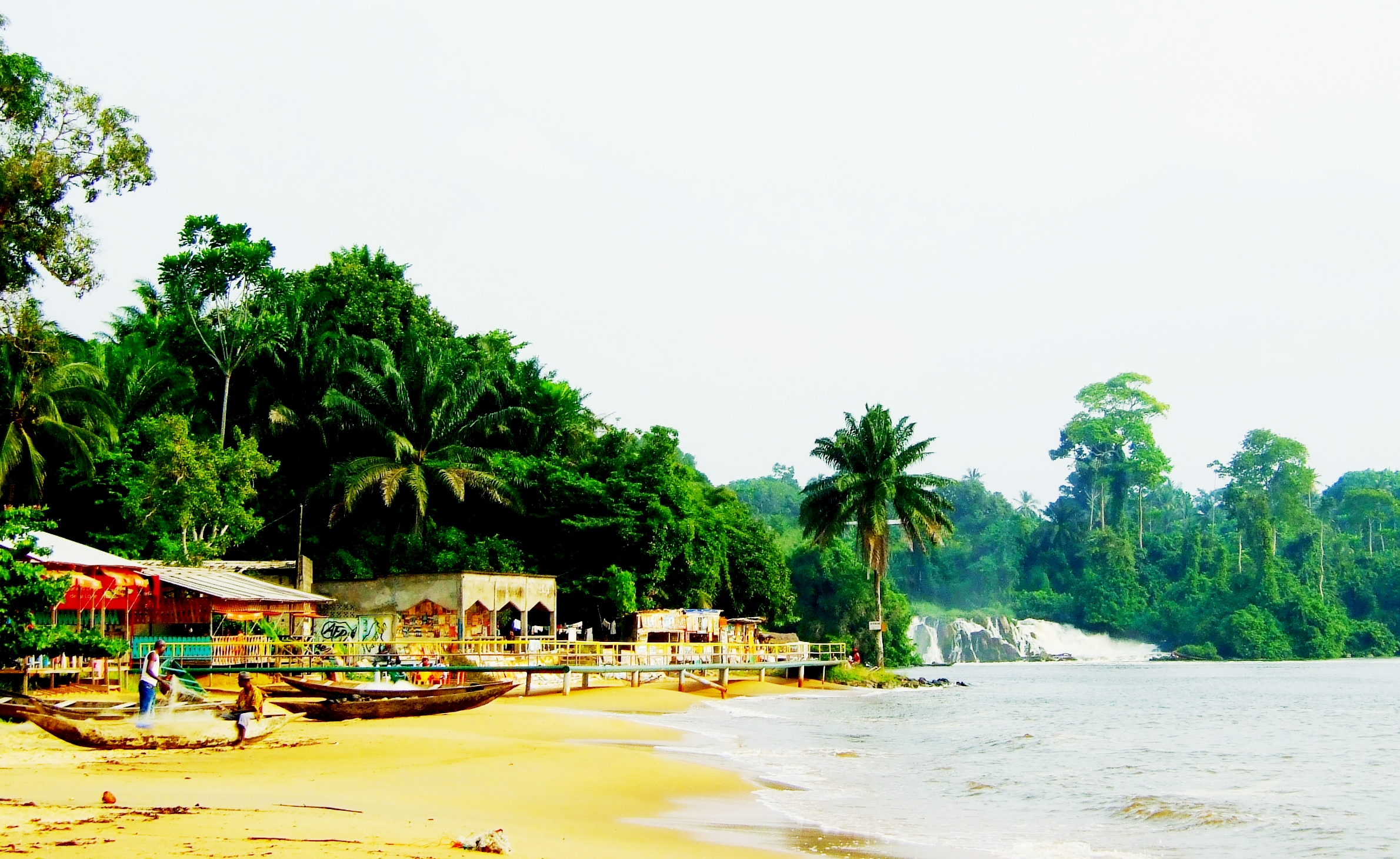
De watervallen van Lobé

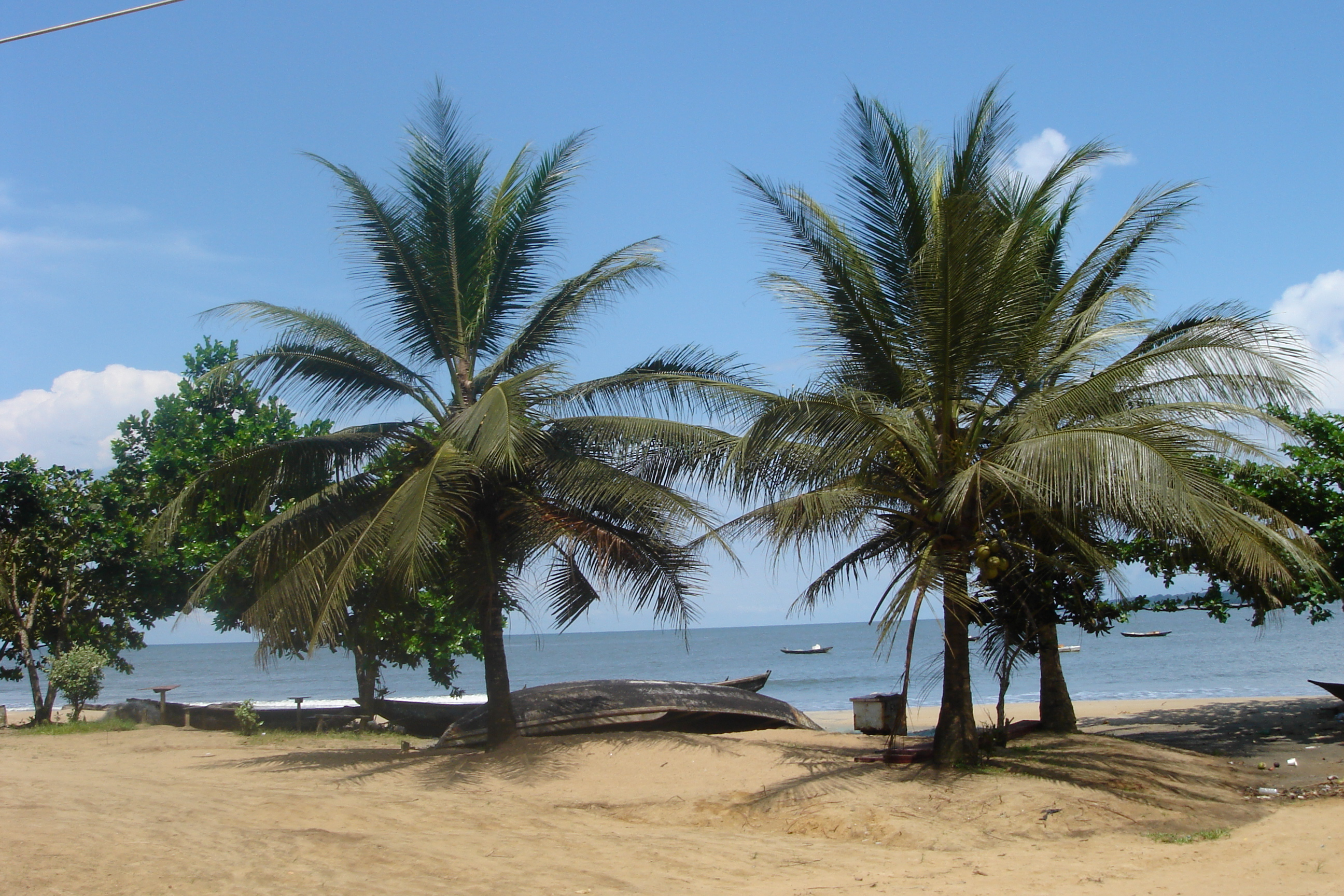
Het strand van Kribi

Océan is een departement in Kameroen, gelegen in de regio Sud. De hoofdstad van het departement heet Kribi. De totale oppervlakte bedraagt 11 280 km². Er wonen 133 062 mensen in Océan.

## Districten
Océan is onderverdeeld in negen districten:
- Akom II
- Bipindi
- Campo
- Kribi (stad)
- Kribi (platteland)
- Lonkundje
- Lolodorf
- Mvengue
- Niete